# Гомельский сельсовет
Гомельский сельсовет (белор. Гомельскi сельсавет) — административная единица на территории Полоцкого района Витебской области Республики Беларусь. Административный центр — агрогородок Гомель.

## История
10 октября 2013 года решением Витебского областного Совета депутатов в состав Гомельского сельсовета переданы 20 населённых пунктов упразднённого Заозёрского сельсовета.

## Состав
Гомельский сельсовет включает 40 населённых пунктов:
- Бецкое — деревня
- Бикульничи — деревня
- Богородицкое — деревня
- Волки — деревня
- Головни — деревня
- Гомель — агрогородок
- Горки — деревня
- Горнополье — деревня
- Горовые — деревня
- Городище — деревня
- Далецкие — деревня
- Двор-Гомель — деревня
- Емельяники — деревня
- Зазерье — деревня
- Заозерье — агрогородок
- Казимирово — деревня
- Карпиничи — деревня
- Колпинка — деревня
- Лучно — деревня
- Масенково — деревня
- Междулесье — деревня
- Межно-1 — деревня
- Межно-2 — деревня
- Межно-3 — деревня
- Оболонье — деревня
- Пашки — деревня
- Плуссы — деревня
- Пукановка-1 — деревня
- Пукановка-2 — деревня
- Пушно — деревня
- Рыбаки — деревня
- Святица — деревня
- Семенец — деревня
- Ткачёво — деревня
- Туржец-1 — деревня
- Туржец-2 — деревня
- Туровля — деревня
- Шелково — деревня
- Шестово — деревня
- Щаты — деревня

## Достопримечательность
- Братская могила в д. Туровля —  Историко-культурная ценность Республики Беларусь, шифр 213Д000691.